# Камське сільське поселення (Камбарський район)
Ка́мське сільське поселення — муніципальне утворення в складі Камбарського району Удмуртії, Росія. Адміністративний центр та єдиний населений пункт — село Кама.
Населення становить 1754 особи (2019, 2059 у 2010, 3478 у 2002).
В поселенні діють загальна школа та садочок, школа мистецтв, лікарня, бібліотека та клуб. Серед підприємств працюють ТОВ «ПКП Партнер», ВАТ «Порт Камбарка», ТОВ «Камбарський кар'єр».
2005 року зі складу села Кама було виділене село камське, яке утворило окреме Нафтобазинське сільське поселення.